# Necropoli di via d'Avack
La Necropoli di via d'Avack è una necropoli scoperta nel 2003 in via Alfredo d'Avack, una traversa di via della Giustiniana, nel territorio del Municipio Roma XV di Roma.

## Descrizione
La necropoli fu scoperta casualmente, nel marzo 2003, dal proprietario di un'area agricola, durante lo scasso del terreno per impiantare un uliveto. Le successive indagini archeologiche effettuate dalla Soprintendenza Archeologica di Roma, accertarono la presenza di una tomba a camera. Nel 2007, le indagini archeologiche preliminari a dei lavori di edilizia abitativa, hanno portato alla luce sette sepolcri.
La necropoli si trovava a circa quattro chilometri a sud est da Veio, e probabilmente era collegata alla via Veientana, che collegava la città etrusca, al Tevere, e i sepolcri sono riferibili ad un periodo che si estende dalle prime di età protostorica (IX secolo a.C.) e all'età arcaica (VI secolo a.C.).
Gli scavi archeologici all'interno delle tombe, hanno riportato alla luce materiali di corredo dei defunti di vario tipo, come anfore, olle e calici, tra i quali spicca un kantharos, una coppa per bere diffusa in ambito greco ed etrusco, decorato con una scena di navigazione.
Il kantharos, solitamente utilizzato con funzione cerimoniale nei banchetti ed inserito nei sepolcri per indicare lo status elevato del defunto, presenta le forme costruttive tipiche dell'area veiente-romana, caratterizzate da una vasca larga e bassa su piede ad anello, già osservate in reperti ritrovati a Veio, Osteria dell'Osa, Laurentum e Castel di Decima.
Su entrambi i lati è raffigurata una imbarcazione etrusca, con probabili funzioni mercantili; oltre al natante e alle sue componenti, tra le quali spicca una scaletta per la discesa a terra, sono rappresentati figure umane, un armato, dei vogatori e un passeggero, oltre che un cavallo, cosa questa inconsueta in oggetti di questo tipo. Altra particolarità delle raffigurazioni, è il fatto che sia stato reso visibile l'interno dello scafo.